# Doreen Valiente
Doreen Edith Dominy Valiente (Surrey, okolica Londona, 4. siječnja 1922. - Brighton, 1. rujna 1999.), engleska književnica i jedna od osnivača suvremenog vještičarstva Wicce, zaslužna za pisanje većine prvotnih religijskih obreda Gardnerijanske Wicce. Budući da je imala značajan utjecaj na povijesni razvoj Wicce, danas se unutar zajednice smatra "majkom suvremenog vještičarstva".

## Životopis
Rodila se u imućnoj obitelji srednje klase od oca Harryja Dominyja i mjake Edith. Počela se baviti magijom i vještičarenjem još kao adolescentica. Roditelji su joj se razveli sredinom 1930-ih u vrijeme kada je napustila metodistički samostan u koji su je smjestili roditelji zbog njenog interesa za okultizam.
Zaposlila se kao službenik u zavodu za zapošljavanje, da bi za vrijeme Drugog svjetskog rata (1939. - 1945.) radila kao dekoderka tajnih ratnih lozinki u Bletchley Parku, gdje je upoznala svog prvog supruga, grčkog vojnog mornara Joanisa Vlachopoulosa koji je poginuo na dužnosti na moru 1941. godine na Atlantskom oceanu kraj zapadne afričke obale. Godine 1944. upoznala je novog supruga, španjolskog republikanskog borca u Španjolskom građanskom ratu te kasnije pripadnika francuske Legije stranaca, koji je bio ranjen u bitci kod Narvika i bio otpremljen u Englesku.
Godine 1952. pisala je Cecilu Williamsonu, ravnatelju muzeja Folklorni centar za praznovjerje i vještičarstvo na Otoku Man koji ju je uputio na Geralda Gardnera (1884. - 1964.), kojeg se danas smatra osnivačem Wicce. Gardner ju je pozvao 1953. godine u svoj koven u Bricket Woodu, čime je započelo prijateljstvo i zajednička suradnja. Vrlo brzo je napredovala u kovenu te je bila promovirana u visoku svećenicu, nakon čega je preradila Gardnerovu Knjigu sjenki, smatrajući da bi se utjecaj terminologije zloglasnog engleskog okultiste Aleistera Crowleyja (1875. - 1947.) mogao negativno odraziti na vještičarstvo. Zajedno s Gardnerom, radila je na usavršavanju wiccanskih obreda i prakse.
Poslije nekoliko slučajeva razmimoilaženja i Gardnerovog pokušaja da umanju utjecaj visoke svećenice, Valiente i Gardner su se konačno razišli 1957. godine. Godine 1962. otvoreno je nastupila kao Wiccanka nakon što je objavila knjigu "Gdje živi vještičarstvo" (Where Witchcraft Lives). Kasnije su se ipak pomirili, ali su nastavili razdvojeni put. U to vrijeme je objavila Wiccanski savjet (Dok nikome ne škodiš, čini što hoćeš), koji je vjerojatno sama osmislila.
Poslije suprugove smrti 1972. godine, posvetila se pisanju te je objavila nekoliko knjiga, među kojima je i "Abeceda vještičarstva, prošlog i sadašnjeg" (An ABC of Witchcraft, 1973.) te "Prirodna magija" (Natural Magic, 1975.). Posvetila se promociji vještičarstva i novopoganstva, pokušavajući pojasniti i objasniti široj javnosti da to nema nikakve veze sa sotonizmom. U kasnijim godinama života bila je općenito prihvaćena kao matrijarh Wicce. Njeno posljednje djelo bila je njena autobiografija "Ponovno rođenje vještičarstva" (The Rebirth of Witchcraft, 1989.) kojom je dala znatan doprinos suvremenoj religijskoj povijesti, ali je ujedno kroz knjigu zabilježen i njen doprinos utemeljenju suvremene Wicce.

## Izabrana bibliografija
- Gdje živi vještičarstvo (1962.)
- Abeceda vještičarstva, prošlog i sadašnjeg (1973.)
- Prirodna magija (1975.)
- Vještičarstvo za sutrašnjicu (1978.)
- Ponovno rođenje vještičarstva (1989.)